# Andrea Guazzalotti
Andrea Guazzalotti, oppure Andrea Guacialotti (Prato, 1435 – Prato, 8 novembre 1495), è stato un medaglista italiano, oltre che fonditore in bronzo.

## Biografia

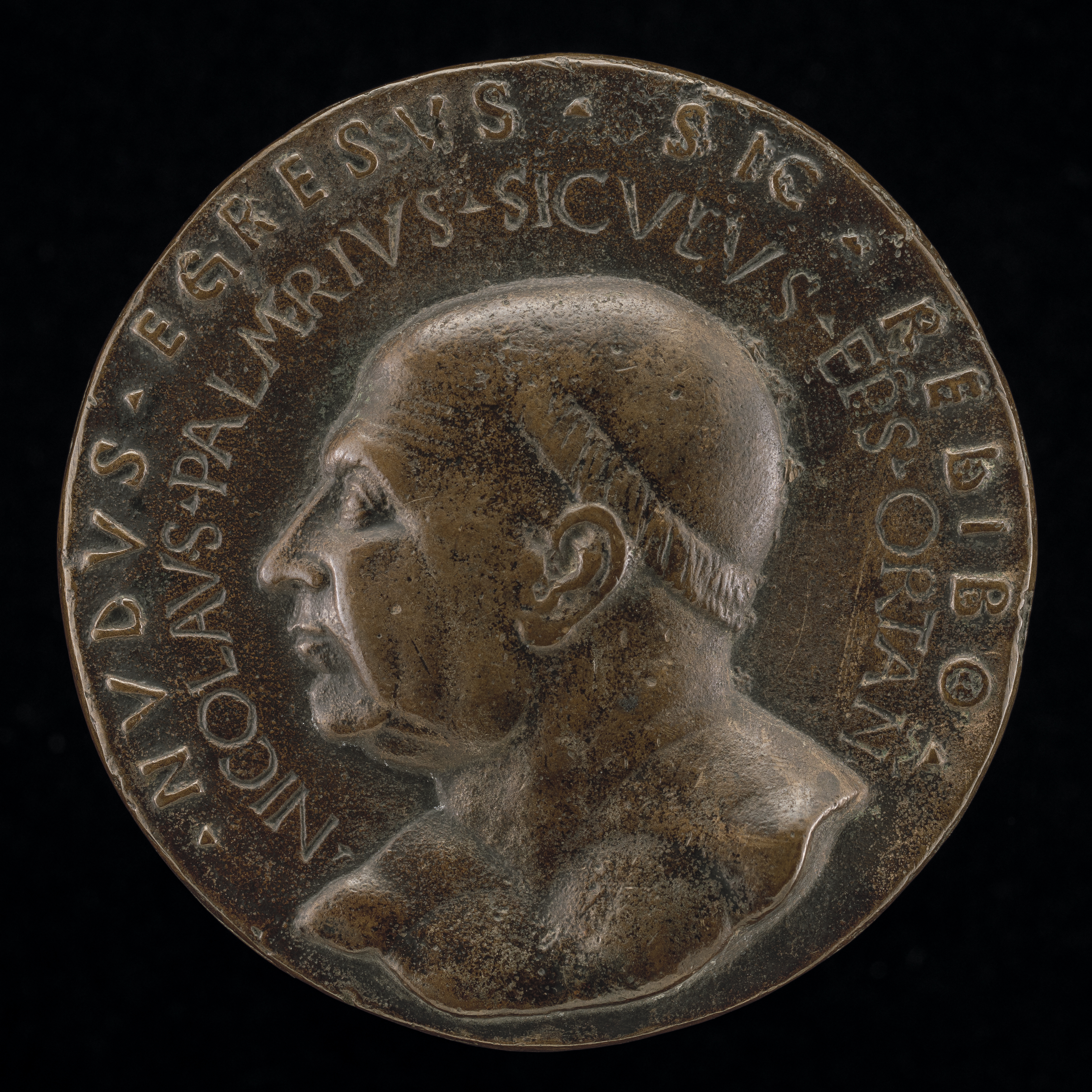
Medaglia di Niccolò Palmieri (1467)

Guazzalotti fu figlio di Filippo di Andrea parente alla lontana di Lorenzo de' Medici.
A Guazzalotti gli storici dell'arte hanno attribuito una decina di medaglie.
A Roma entrò al servizio del vescovo Niccolò Palmieri, lavorando nella Cancelleria apostolica e realizzando la medaglia di papa Niccolò V nel 1455, la prima medaglia papale conosciuta, stilisticamente influenzata dal Pisanello e a Cristoforo di Geremia.
L'opera, firmata, si caratterizzò come nelle successive medaglie di papa Callisto III e di papa Pio II per i rispettivi stemmi gentilizi, nei quali è riportato, similmente a quella di Niccolò V, il nome di battesimo del pontefice.
Anche per Niccolò Palmieri realizzò una medaglia, conservata allo Staatliche Museen, Münzkabinett di Berlino. Per ispirarsi a questa raffigurazione, Guazzalotti si ispirò alle monete romane del II secolo d.C., con una testa di profilo e il busto nudo quasi di prospetto.
Nonostante fin dal 1464 Guazzalotti risulti canonico di Prato, è probabile che il suo arrivo in quella città si debba porre solo alla fine del settimo decennio, restando al servizio di Niccolò Palmieri fino alla morte di questo, avvenuta nel 1467.
Pur ritornato a vivere a Prato, dove acquistò una casa assieme al fratello, fece sempre brevi soggiorni a Roma.
Una fondamentale documentazione per ricostruire questo periodo pratese è la corrispondenza del Guazzalotti con Lorenzo de' Medici, conservata nell'Archivio di Stato di Firenze. Si tratta di un corpus di dieci lettere, cui ne va aggiunta una indirizzata a Lucrezia Tornabuoni.
Importante fu certamente la sua amicizia con Lorenzo de' Medici, attestata da una decine di lettere, nelle quali i due interlocutori affrontavano problematiche varie, dalla politica all'economia e ai problemi familiari, oltre che informazioni sulla sua attività di medaglista e di fonditore. Nel 1478 fuse sei putti in bronzo per Lorenzo de' Medici.
Nel 1481 ultimò due medaglie dedicate ad Alfonso d'Aragona duca di Calabria (Alfonso II di Napoli) e una per papa Sisto IV, conservata al Museo nazionale del Bargello di Firenze.
Non sono attribuite al Guazzalotti altre medaglie dopo il 1481. Morti il fratello Pagano nel 1474 e la cognata prima del 1480, il Guazzalotti allevò la loro figlia, Libera, e la diede in sposa a Mariano Vernati, al quale nel 1489 permise di adottare il cognome.
Il Guazzalotti morì a Prato l'8 novembre 1495.
Caratterizzato agli esordi da uno stile vigoroso e genuino, egli evidenziò con la maturità artistica una maggiore raffinatezza e ricorse in modo più massiccio al bulino.

## Opere
- Medaglia di papa Niccolò V (1455).
- Medaglia di papa Callisto III;
- Medaglia di papa Pio II;
- Medaglia di Niccolò Palmieri (Staatliche Museen, Münzkabinett di Berlino);
- Sei putti in bronzo per Lorenzo de' Medici (1478);
- Due medaglie dedicate di Alfonso II di Napoli (1481);
- Medaglia di papa Sisto IV (Museo nazionale del Bargello di Firenze).

Andrea Guazzalotti
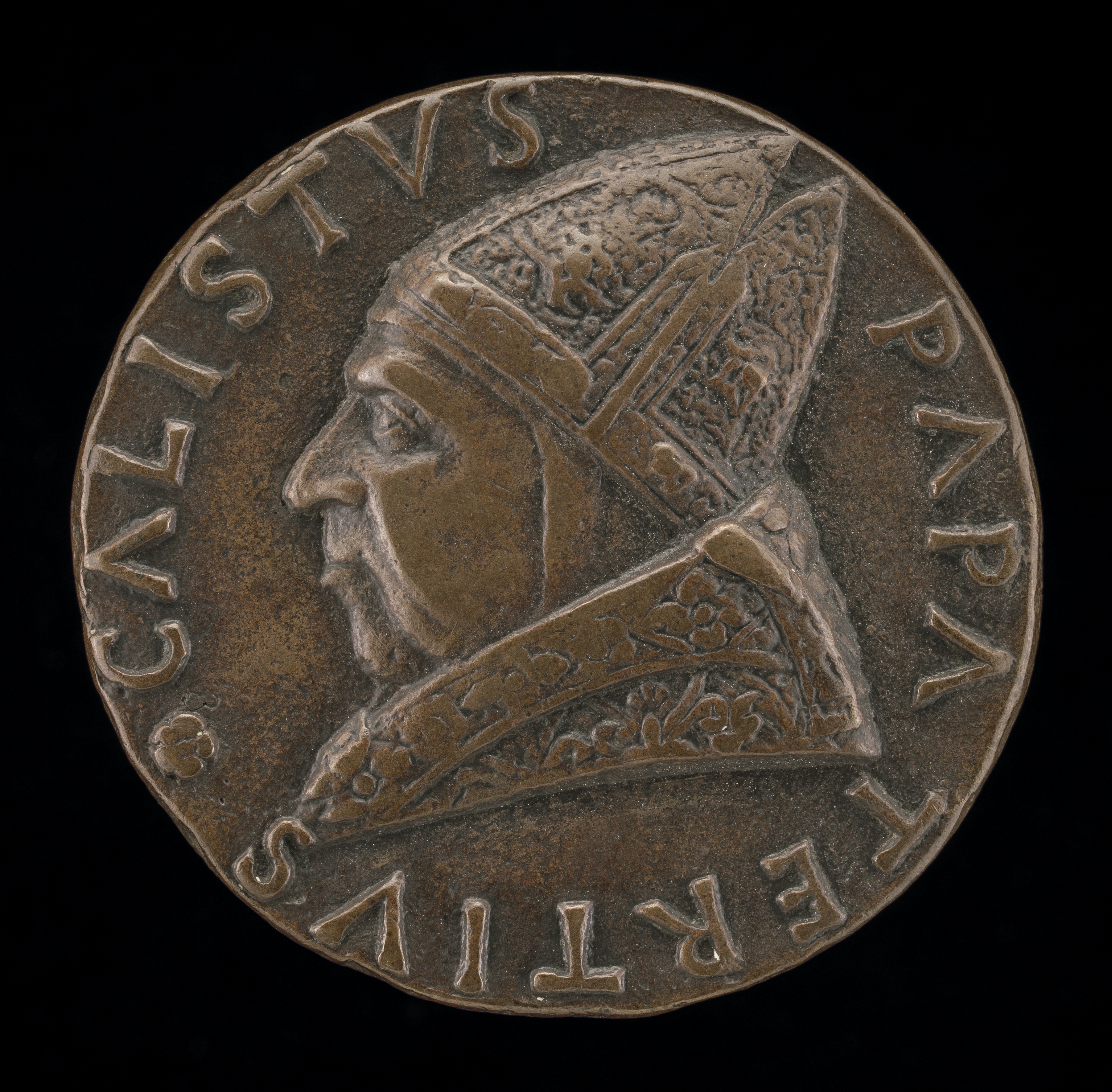
Medaglia di Callisto III (1455)
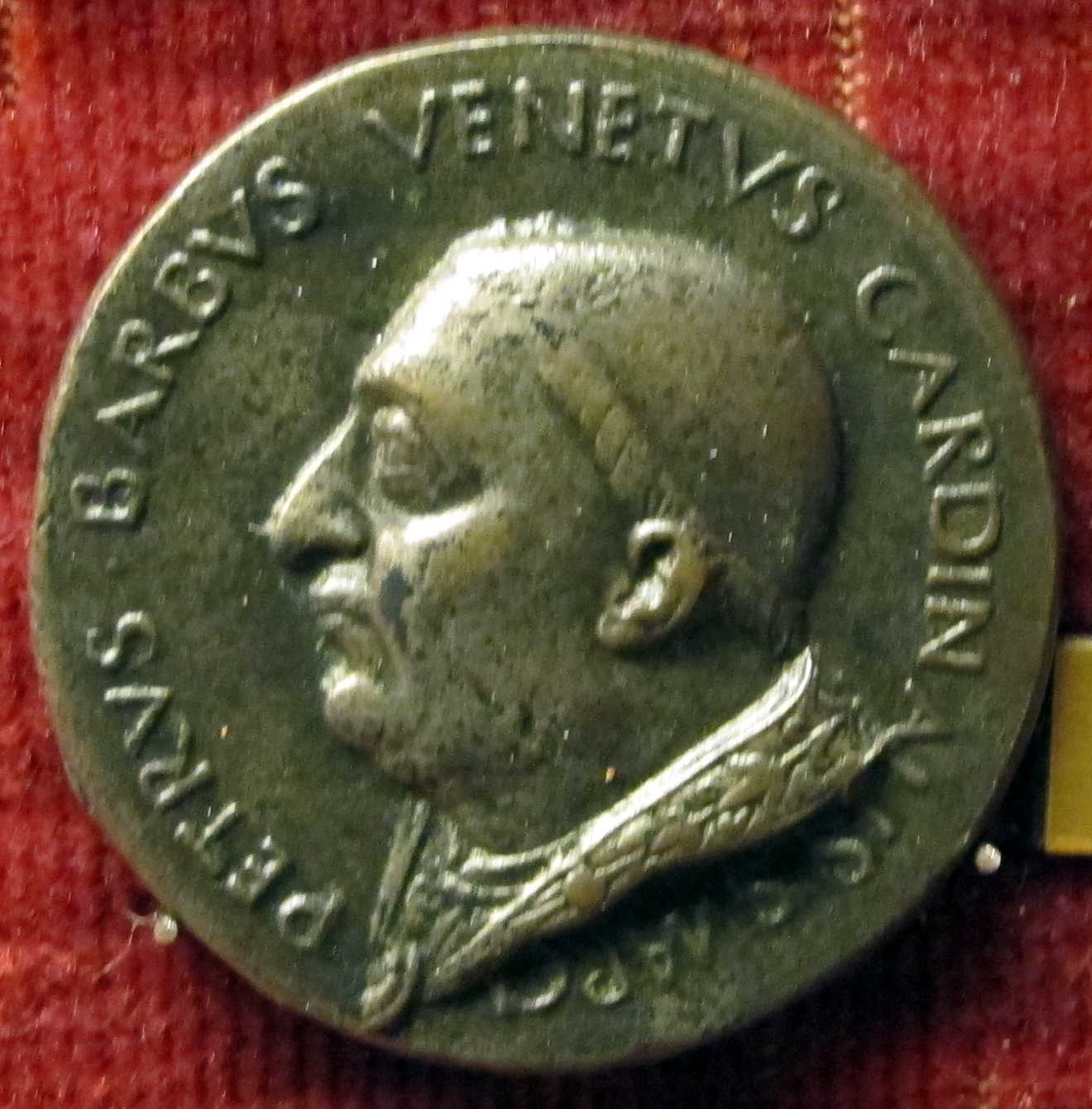
Medaglia di Pietro Barbo (1455)
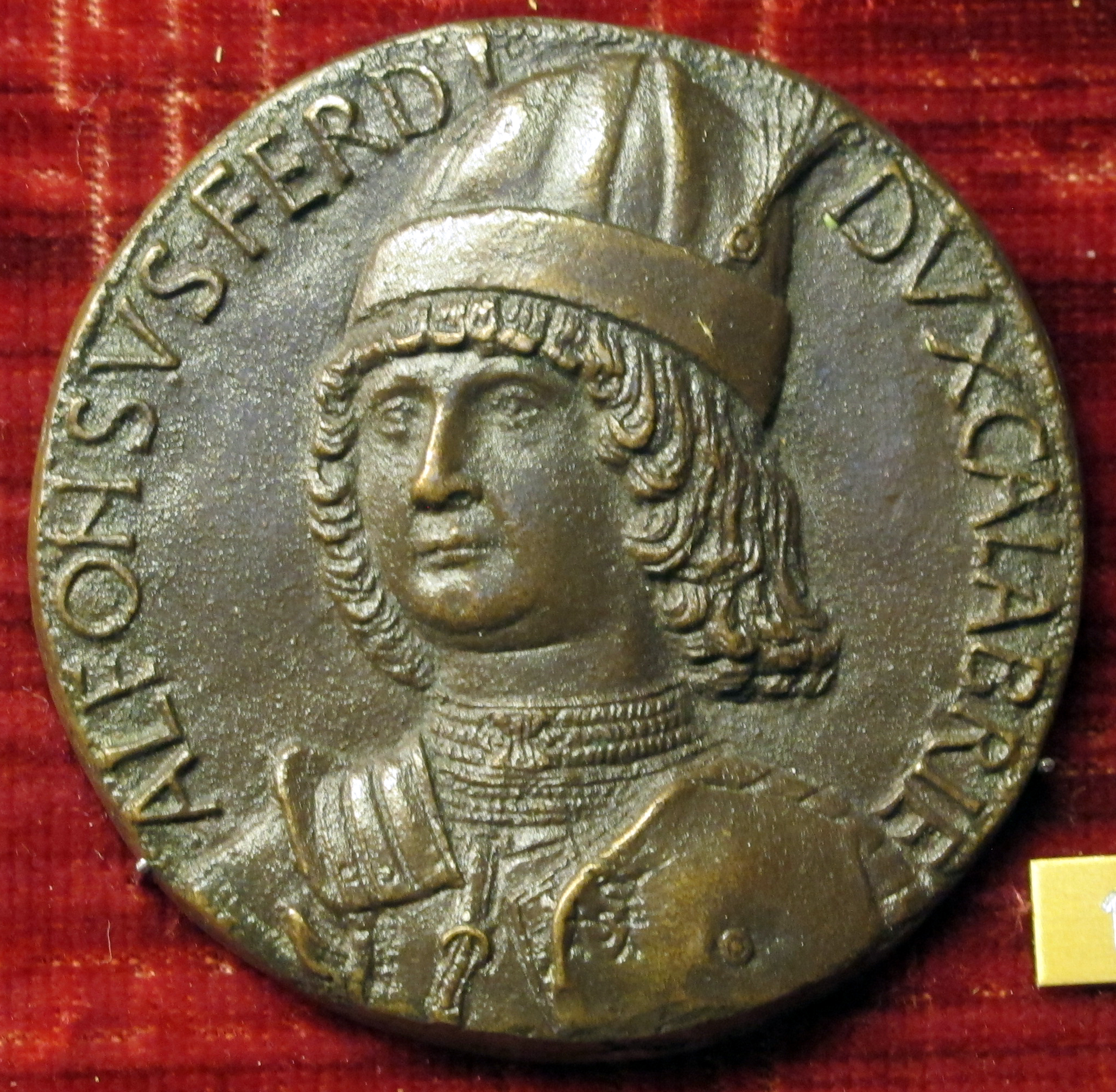
Medaglia di Alfonso II di Napoli (1481)